# Cyrkuł konecki
Cyrkuł konecki (niem. Konskier Kreis) – jednostka administracyjna Cesarstwa Austrii w latach 1796–1803, należąca do kraju koronego Nowa Galicja. Powstała na części obszaru zagarniętego przez Austrię wskutek III rozbioru Polski. Siedzibą cyrkułu były Końskie.

## Historia
Cyrkuł konecki był jednym z 12 cyrkułów Nowej Galicji, podporządkowanych Zachodnio-Galicyjskiej Nadwornej Komisji Urządzającej, a od 1797 Gubernium Krajowemu dla Galicji Zachodniej w Krakowie.
- Miasta (1803): Chęciny, Drzewica, Kielce, Końskie, Kurzelów, Przysucha, Radoszyce, Secemin;
- Miasteczka (1803): Białaczów, Gielniów, Gowarczów,  Opoczno, Przedbórz, Włoszczowa, Żarnów[1][2].

Na podstawie dekretu cesarza Franciszka II z 13 maja 1803, z dniem 1 listopada 1803 Nowa Galicja została podporządkowana  Gubernium Galicji we Lwowie. Wtedy też dokonano zmniejszenia liczby cyrkułów o połowę łącząc ze sobą sąsiednie cyrkuły. Każdy cyrkuł był podzielony na trzy okręgi. Zniesiony cyrkuł konecki wszedł wtedy (wraz ze zniesionym cyrkułem stopnickim) w skład nowego cyrkułu kieleckiego, który został podzielony na okręgi Kielce, Opoczno i Stopnica.